# Keiichi Sigsawa
Keiichi Sigsawa (時雨沢 恵一 Shigusawa Keiichi), rođen 1972. godine u prefekturi Kanagawa, japanski je autor romana. U 2000. godini, njegov je rad Kino's Journey bio finalist natjecanja 6. Dengeki Novel Prize, a zatim serijaliziran u magazinu Dengeki hp u ožujku iste godine, što je označilo njegov debi. Roman je postao popularan i nastavio se izdavati od toga vremena.
Autorovo ime, pseudonim, dolazi od SIG Sauer, proizvođača vatrenog oružja, i "manga junaka" Keiichi Morisatoa iz anime serije Oh My Goddess!, prema epilogu druge knjige Gakuen Kino. On voli putovati, voziti motocikl i sam se prozvao "luđakom za oružja". Spominje Galaxy Express 999 i djela Hayaoa Miyazakija, kao neke od njegovih glavnih utjecaja.

## Djela
- Kino's Journey
  - Gakuen Kino
- Priča jednog kontinenta (Tale of a Single Continent) serija knjiga
  - Allison
  - Lillia i Treize
  - Meg i Seron
  - Priča jednog kontinenta
- Danshi Kōkōsei de Urekko Light Novel Sakka o Shiteiru Keredo, Toshishita no Classmate de Seiyū no Onnanoko ni Kubi o Shimerareteiru. (Siječanj 2014, ISBN 978-4-04-866273-4)
- Sword Art Online Alternative Gun Gale Online